# Honda Shingo
Shingo Honda (sinh ngày 23 tháng 11 năm 1987) là một cầu thủ bóng đá người Nhật Bản.

## Sự nghiệp câu lạc bộ
Shingo Honda đã từng chơi cho Avispa Fukuoka, Japan Soccer College, Matsumoto Yamaga FC, Zweigen Kanazawa và Honda.